# Leucotrichum pseudomitchellae
Leucotrichum pseudomitchellae là một loài thực vật có mạch trong họ Polypodiaceae. Loài này được (Lellinger) Labiak mô tả khoa học đầu tiên năm 2010.